# Eksperimentalni roman
Eksperimentalni roman je literarna zvrst, katere utemeljitelj je Emile Zola. Po njegovem mnenju je roman zgrajen po zgledu znanstvenega eksperimenta: podobno kot postavi znanstvenik določen predmet v okoliščine, v katerih bo lahko opazoval njegove reakcije, tako naj pisatelj postavi osebo z določenimi podedovanimi lastnostmi v okolje, v katerem se bo ustrezno odzivala. S tem bo potrdil ali ovrgel delovanje teh zakonov.